# Dallas County (Alabama)
Dallas County je okres ve státě Alabama ve Spojených státech amerických. K roku 2010 zde žilo 43 820 obyvatel. Správním městem okresu je Selma. Celková rozloha okresu činí 2 573 km².